# Andrejs Prohorenkovs
Andrejs Prohorenkovs (Ogre, Letonia; 5 de febrero de 1977 – 1 de mayo de 2025) fue un futbolista letón que jugó en la posición de centrocampista.

## Carrera

### Club
| Periodo   | Club                  |
| --------- | --------------------- |
| 1994      | FK Interskonto        |
| 1995      | Olimpija Rīga         |
| 1996      | FK Jūrnieks           |
| 1996–1998 | Hutnik Warsaw         |
| 1998      | Czuwaj Przemyśl       |
| 1998–1999 | Ceramika Opoczno      |
| 1999–2001 | Odra Opole            |
| 2000–2001 | Górnik Zabrze         |
| 2001–2002 | Maccabi Kiryat Gat    |
| 2002–2004 | Maccabi Tel Aviv FC   |
| 2004      | FC Dynamo Moscow      |
| 2004–2005 | Maccabi Tel Aviv FC   |
| 2005      | FC Dynamo Moscow      |
| 2006      | FK Melnā Roze         |
| 2006      | FK Jūrmala            |
| 2007      | Racing de Ferrol      |
| 2007–2008 | Ionikos FC            |
| 2008–2013 | FK Liepājas Metalurgs |
| 2013      | FC Jūrmala            |
| 2014–2016 | FK Ogre               |

### Selección nacional
Prohorenkovs jugó para Letonia en 32 ocasiones de 2002 a 2007 y anotó cuatro goles, formó parte de la selección que jugó la Eurocopa 2004, donde dio la asistencia para el gol de Māris Verpakovskis ante República Checa.

## Muerte
A finales de 2024 Prohorenkovs fue diagnosticado con cáncer. Murió a causa de la enfermedad el 1 de mayo de 2025 a los 48 años.

## Logros
- Liga Premier de Israel: 2002–03
- Copa de Israel: 2004–05
- Virsliga: 2009